# L'Ami du 20e
L’Ami du 20e est un journal  d'informations locales, consacré au 20e arrondissement de Paris.

## Histoire
Un bulletin paroissial local, fondé au début du XXe siècle, s'appelait L’Ami de Ménilmontant ; il cesse de paraître en juin 1940. 
Le nouveau journal voit le jour en novembre 1945 dans la paroisse Notre-Dame-de-la-Croix à l'initiative de jeunes chrétiens réunis autour de Jean Simon et du Père Meuillet. En plus des informations qu'il apporte, il sert de lien social par ses actions de solidarité et sa rubrique « entraide », à une époque où de nombreuses personnes âgées vivent dans des taudis, et où il y a un fort besoin en charbon et vêtements. 
Il porte d'abord le même nom que l'ancien bulletin paroissial, L’Ami de Ménilmontant. En avril 1947, il devient L’Ami de Ménilmontant-Charonne et prend son nom actuel L'Ami du 20e en octobre 1948. 
Le journal continue ses actions de solidarité. Il organise en 1955 une campagne pour favoriser les vacances des enfants ; en 1960 une collecte pour permettre aux malades d’aller en pèlerinage à Lourdes.
Il célèbre son cinquantenaire en 1995. À cette époque Libération indique qu'il est toujours chrétien et le juge « très en prise avec la vie locale ».
Il publie son 800e numéro en décembre 2023. En 2024, ce mensuel fait partie des rares journaux qui restent indépendants.

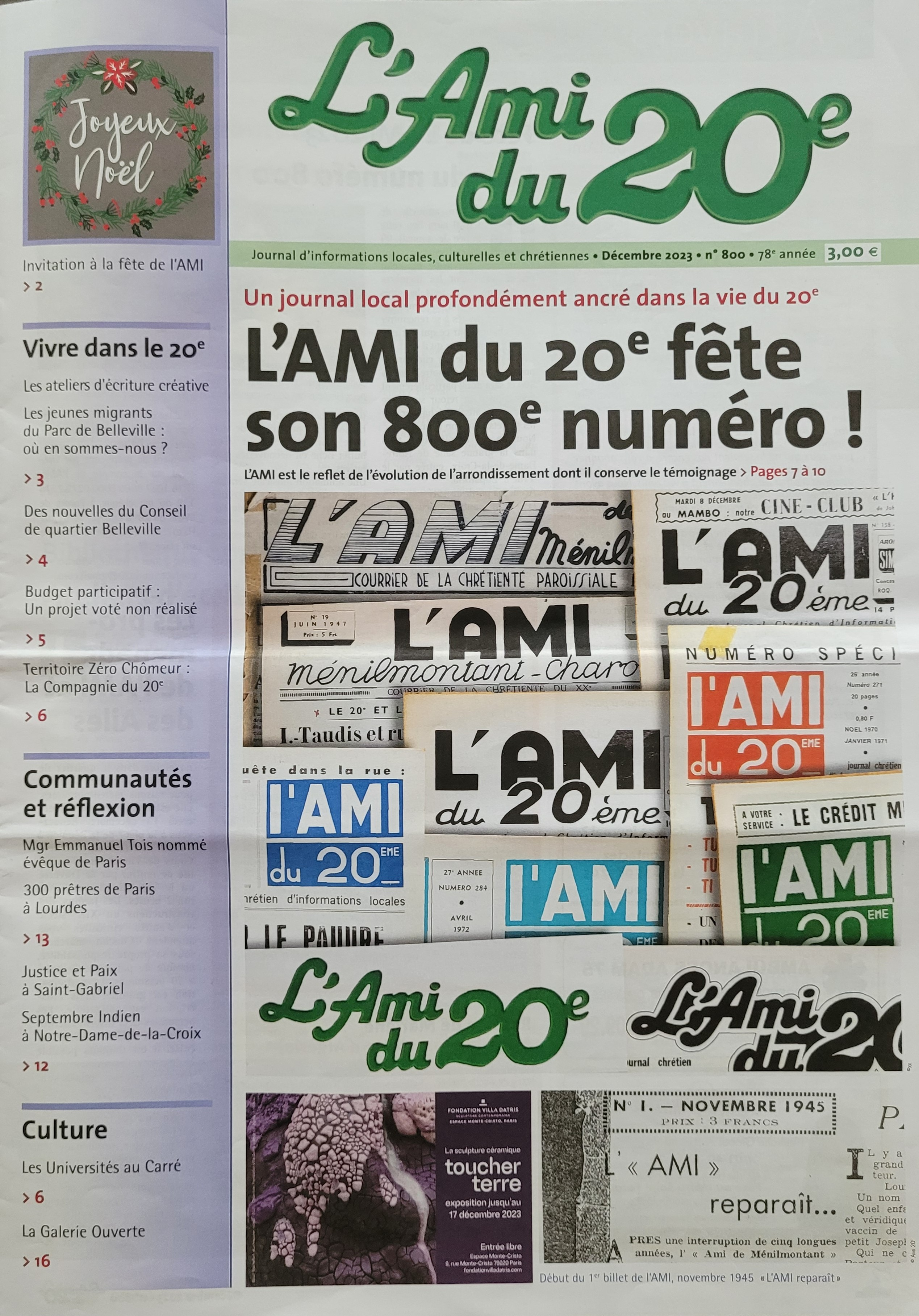

## Présentation
L’Ami du 20e paraît aujourd’hui chaque mois sur 16 pages, toutes en couleur. Dix numéros sont publiés chaque année. Son prix de vente est de 3,00 €. Il se donne pour sous-titre Journal d'informations locales, culturelles et chrétiennes.
De simple bulletin consacré exclusivement à la vie paroissiale, L’Ami du 20e est devenu un vrai magazine qui a étendu sa zone d’intérêt à l'ensemble de l’arrondissement et à tous les sujets qui s'y rapportent. 
D'abord imprimé en noir et blanc, L'Ami du 20e est passé à la couleur en 2005 : 4 pages sur 12 d’abord, puis à la totalité de sa pagination (16 pages sur 16) en octobre 2007.
Le journal est diffusé en kiosque ou sur abonnement. Il est édité par l’association L’Ami du 20e, présidée par François Hen,  Henri Delprato en étant le vice-président.
Le journal comprend habituellement quatre à huit pages d’informations locales, deux pages culture présentant en particulier les sorties culturelles de l’arrondissement, une page de jeux, une page historique sur un lieu, une personne ou un évènement lié au 20e arrondissement ; trois pages « communautés et réflexion » sur les informations des paroisses chrétiennes de l’arrondissement ainsi que des articles contribuant à la réflexion sur un sujet général ; un dossier de trois pages sur un thème particulier, par exemple « les animaux du 20e ».